# Blanes Hoquei Club Fundació
Il Blanes Hoquei Club Fundació è stata una squadra professionista di hockey su pista della città di Blanes fondato nel 1961 e sciolto nel 2015.
I successi più importanti della società sono stati la vittoria della Copa del Rey nel 2001, battendo in finale il Club Patí Voltregà, e la finale di Coppa CERS del 2010 persa contro il Liceo La Coruña ma che le permise di partecipare all'Eurolega nella stagione successiva finendo eliminata ai quarti dal Candelária SC.

## Stagioni
| Stagione | Livello | Divisione        | Posizione | Copa del Rey | Europa           | Europa      |
| -------- | ------- | ---------------- | --------- | ------------ | ---------------- | ----------- |
| 2001–02  | 1       | OK Liga          | 4°        | Quarti       | Champions League | Primo turno |
| 2002–03  | 1       | OK Liga          | 6°        | Quarti       | Champions League | Primo turno |
| 2003–04  | 1       | OK Liga          | 9°        | Quarti       | Coppa CERS       | Quarti      |
| 2004–05  | 1       | OK Liga          | 9°        |              |                  |             |
| 2005–06  | 1       | OK Liga          | 10°       |              |                  |             |
| 2006–07  | 1       | OK Liga          | 9°        | Quarti       |                  |             |
| 2007–08  | 1       | OK Liga          | 6°        | Quarti       | Coppa CERS       | Semifinali  |
| 2008–09  | 1       | OK Liga          | 10°       | Quarti       | Coppa CERS       | Quarti      |
| 2009–10  | 1       | OK Liga          | 9°        |              | Coppa CERS       | Finale      |
| 2010–11  | 1       | OK Liga          | 8°        | Quarti       | Eurolega         | Quarti      |
| 2011–12  | 1       | OK Liga          | 6°        |              | Coppa CERS       | Quarti      |
| 2012–13  | 1       | OK Liga          | 12°       |              | Coppa CERS       | Sedicesimi  |
| 2013–14  | 1       | OK Liga          | 15°       | Quarti       |                  |             |
| 2014–15  | 2       | Primera División | 10°       |              |                  |             |

## Palmarès

### Competizioni nazionali
1 trofeo
- Coppa del Re: 1

2001